# Ataenius elisaensis
Ataenius elisaensis är en skalbaggsart som beskrevs av Zdzisława Stebnicka 2002. Ataenius elisaensis ingår i släktet Ataenius och familjen Aphodiidae. Inga underarter finns listade.